# Research on Steiner Education
 Research on Steiner Education (RoSE) ist ein interdisziplinäres Peer-Review-Journal mit dem Ziel, Grundlagenforschung und empirische Beiträge zu der von Rudolf Steiner begründeten Pädagogik zu fördern.

## Ausrichtung
Die Zeitschrift veröffentlicht Originalbeiträge und strebt einen Dialog mit Hochschulen und Wissenschaftlern auf dem Gebiet der Erziehungswissenschaft,  Kunst, Philosophie und Gesellschaftstheorie an.
RoSE ist eine zweisprachige Open-Access-Zeitschrift zu allen Belangen der Waldorfpädagogik.
Zielgruppe des Journals sind Wissenschaftler und Praktiker, die sich mit der Erforschung der Waldorfpädagogik  beschäftigen. Neben einem Themenheft bietet jede Ausgabe von RoSE einen grundlagenwissenschaftlichen Teil mit Anknüpfungsmöglichkeiten an philosophische, psychologische oder soziologische Fragestellungen. Die Rubrik „Beiträge zur empirischen Forschung“ stellt die Ergebnisse von praxisrelevanten Studien vor.

## Herausgeber und Schriftleitung
Die Herausgeberschaft erfolgt durch zwei akademische Institutionen: Die Alanus Hochschule für Kunst und Gesellschaft in Alfter bei Bonn und das Rudolf Steiner University College in Oslo.

### Herausgeber
- Jost Schieren (Alfter)
- Marcelo da Veiga (Alfter)
- Bo Dahlin (Oslo & Karlstad)
- Aksel Hugo (Oslo)

### Schriftleitung
- Englischsprachige Sektion: Bo Dahlin (Oslo & Karlstad)
- Deutschsprachige Sektion: Axel Föller-Mancini (Alfter)

## Erscheinungsweise
Research on Steiner Education erscheint zweimal im Jahr (siehe Ankündigungen auf der Webseite).